# Hortipes pollux
Hortipes pollux là một loài nhện trong họ Corinnidae.
Loài này thuộc chi Hortipes. Hortipes pollux được miêu tả năm 2000 bởi Bosselaers & Rudy Jocqué.